# Кендама
Кендама (на японски: けん玉) е традиционна японска играчка за сръчност. Състои се от дръжка (кен), чифт чаши (сарадо) и топка (тама), които са свързани заедно с връв. В единия край на кена има чаша, докато другият край на кена е стеснен надолу, образувайки шип (kensaki), който се вписва в дупката (ана) на тама. Кендама е японската версия на класическата игра с чаша и топка и също така е вариант на френската игра с чаша и топка bilboquet. Кендама може да се държи в различни хватки, а триковете и комбинациите, които могат да се правят, са неограничени. Играта се играе, като топката се хвърля във въздуха и играчът се опитва да я хване на точката на пръчката.
Произходът на кендама е спорен, но обикновено се смята, че е възникнала през 17-ти или 18-ти век. Кендама започва да се развива, когато в Япония започва периодът Едо и оттогава се разпространява по цял свят. Размерът и материалите, използвани за създаване на кендами, сега варират, тъй като се предлагат в големи и малки размери и са изработени от пластмаса, метал и найлон. Вече има състезания по кендама, които се провеждат по целия свят, като най-голямото състезание е годишното световно първенство по кендама в Япония.

## Терминология и структура
Кендама традиционно се изработва от дърво и се състои от следните части:
1. Основно тяло ken (剣?).
2. Спайк kensaki (剣先?).
3. Голяма чаша ōzara (大皿?).
4. Основна чаша chūzara (中皿?).
5. Малка чаша kozara (小皿?).
6. Топка tama (玉?).
7. ana (穴?) дупка.
8. Низ ито (ito (糸?).
9. Корпус saradō (皿胴?).
10. Малък ръб на чаша kozara no fuchi (小皿のふち?).
11. Голяма чаша за луни ōzara no fuchi (大皿のふち?).
12. suberidome (すべり止め?).
13. Заден край kenjiri (けんじり?).
14. Отвор за прикрепване на низ ito toritsuke ana (糸取り付け穴?).

### Нанизване на кендама
„Нанизването“ на кендама е свързването на всичките 3 части от кендама (кен, сарадо и тама) заедно. За нанизване на кендама са необходими мънисто (или мини лагер) и парче връв. Стъпките за нанизване на кендама са както следва:
1. Вземете единия край на връвта и го поставете през малката дупка в тама, докато струната влезе през голямата дупка (ана).
2. Поставете мънистото в края на връвта, излизаща от ананата, и завържете възел, за да го заключите.

Поставете развързания край на връвта през една от двете дупки в сарадото. (Бележка: За кендама с дясна ръка, задръжте сарадо нагоре, така че голямата чаша да е от дясната страна и прокарайте връвта през отвора, който е обърнат към себе си. За кендама с лява ръка, уверете се, че голямата чаша е от лявата страна и прокарайте връвта през дупката, обърната към себе си).
1. Прокарайте връвта през дупката в кена.
2. Завържете възел в този край на връвта, така че връвта да не се изплъзне през кена.
3. Сложете сарадото на върха на кена.

Видео на този процес можете да намерите в Ютюб

### Захвати
Кендама може да се държи в различни видове захвати. Изборът на типа захват за задържане на кендама зависи от това кой трик иска да изпълни човек. Някои от тези захвати включват:
- Кен захват: Дръжте кена с всичките пет пръста с шипа, насочен нагоре, а голямата чаша (или малката чаша) обърната към тялото
- Сара захват: задръжте кена, като поставите палеца и показалеца под пресечната точка на сарадо и кен
- Захват на Сара (стабилизиран): В допълнение към поставянето на палеца и показалеца, поставете средния и безименния пръст под малката чаша или голямата чаша (това зависи от посоката, на която е обърнат кенът).
- Тама захват: С върховете на пръстите задръжте топката (тама) с дупката (ана) нагоре.
- Захват за свещ: Обърнете се към кена с шипа, насочен надолу. Дръжте кена с три пръста: показалец, среден и палец.[4]

## Геймплей
Общата концепция на кендама е издърпване на кен нагоре и балансиране на тама някъде върху кен, или обратното. Няма конкретни правила за това как се играе кендама. Въпреки това, огъването на колене, докато играете на кендама, е метод, който специалистите използват. Безкрайни трикове и комбинации от трикове могат да бъдат направени само с кен хват, сара хват, тама хват и хват за свещ самостоятелно или заедно в комбинация. Някои примери за трикове във всеки от тези захвати са както следва:

### Кен Грип
Спайк: Този трик включва дупката в тама и шипа.
1. Дръжте кена с шипа, насочен право нагоре
2. Задръжте топката с отпусната ръка, за да се уверите, че топката е неподвижна, преди да започнете движението на този трик
3. Свийте коленете
4. Издърпайте тама нагоре с цялото тяло
5. Хванете топката в шипа, като насочите шипа под дупката в тама[6]

Swing Spike: вариация на Spike.
1. Дръжте кена по начин, подобен на приготвянето на шип
2. Хванете топката с противоположната ръка и леко я върнете назад към тялото, като поддържате напрежението в струната
3. Пуснете топката и замахнете топката пред себе си
4. Дръпнете малко връвта, за да накарате топката да завърти дупката на 360° към себе си
5. Хванете тама върху шипа, като свържете шипа и дупката заедно.[7]

Около Япония: Този трик е комбинация от голямата чаша, малката чаша и шипа.
1. Издърпайте топката нагоре в малката чаша
2. Прескочете топката към голямата чаша, като завъртите китката надясно (и обратно, ако лявата ръка)
3. Дръжте под око дупката и скочете топката нагоре върху шипа, свързвайки дупката и шипа заедно[8]

Забележка: Следната комбинация също е подходяща: голяма чаша→малка чаша→шип.
Забележка: Този трик може да се направи и със сара хватка.
Около света: Подобно на Around the Block, с добавяне на шип.
1. Следвайте всички стъпки от „Around the Block“
2. Следете дупката и от долната чаша скочете топката нагоре и хванете топката, като кацнете дупката върху шипа[9]

И двата трика могат да се правят и в „сара хватка“.
Птица: Този трик включва топката, дупката, шипа и ръба на голямата чаша или малката чаша.
1. Дръжте кена с шипа нагоре с голямата чаша (или малката чаша) обърната към себе си
2. Наклонете кендама леко встрани от себе си
3. Свийте коленете и ги изпънете, докато дърпате топката право нагоре
4. Балансирайте дупката на топката върху ръба на голямата чаша (или ръба на малката чаша), докато топката се обляга на шипа[10]

### Сара Грип
Мошикаме: Това е сложна комбинация от голямата чаша и долната чаша.
1. Издърпайте топката нагоре в голямата чаша
2. Свийте коленете и скочете топката във въздуха
3. Докато топката е във въздуха, завъртете кена надолу, така че долната чаша да е обърната нагоре
4. Хванете топката в долната чаша.[11]

Клак обратно: Този трик използва голямата чаша (или малката чаша) и края на дръжката.
1. Издърпайте топката нагоре върху голямата чаша
2. Наклонете кена на около 45° надолу, така че базовата чаша да започне да се обръща към земята, което кара топката да започне да пада от голямата чаша
3. „Клак“ (удар) топката със задния край на кена
4. Хванете топката на голямата купа[12]

### Тама Грип
Самолет: Този трик включва дупката в топката и шипа. „Самолет“ отразява модела на движение на „Swing Spike“.
1. Дръжте топката с дупката нагоре
2. Хванете кена с отдалечената ръка, за да го стабилизирате
3. С наклона леко издърпайте кена назад
4. Освободете кена с отворената ръка
5. Издърпайте кена във въздуха, така че да се завърти на 180° към себе си, правейки кена с лице надолу
6. Хванете шипа в дупката[13]

Фар: Този трик включва основната чаша и топката.
1. Дръжте кена стабилно с отпусната ръка, за да го стабилизирате
2. Издърпайте леко кена нагоре, като кенът се издигне над тама и гарантирайки, че кенът остава стабилен през цялото движение
3. Поставете топката под долната чаша, докато кенът се издига по-високо от топката
4. Балансирайте кена върху топката[14]

### Захват за свещ
Свещник: Този трик включва основната чаша.
1. Издърпайте или завъртете топката нагоре върху долната чаша[15]

## История

### Произход, предшественици и паралели
Произходът на играта е спорен. Някои смятат, че това е вариант на френската игра с топка и чаша bilboquet (bil „топка“ boquet „малко дърво“), играчка, която датира от 16-ти век и е била популярна в Европа през 17-ти век. През същия този период се смята, че кендама е пристигнала в Япония по Пътя на коприната от Китай през периода Едо (1600 – 1868), като някои учени посочват, че е пристигнала между 1420 – 1500.
Град Хацукаичи в префектура Хирошима се счита за родното място на съвременната японска Кендама, тъй като градът става първото място за производство на кендама. Хамагацу Екуса създава формата на кендама, която е широко призната днес през 1919 г. в град Куре. В началото на 20-ти век играчката имала две странични чаши и се наричала топка джицугецу  (日月ボール) ., буквално преведена като „топка слънце и луна“, поради представянето на топката на слънцето и подобието на чашите до полумесец.

### Модели
Въпреки че не произхожда от Япония, формата на кендама, която е известна днес, се е формирала и еволюирала в Япония.
Недокументирани са датите, когато са направени или видяни следните 3 модела кендама:
„Елен рог и топка“ беше формата, която кендама прие, когато пристигна в Япония за първи път, буквално рог на елен, прикрепен към топка. По-късно някои хора замениха еленския рог с парче бамбук, тъй като рогът на елен струваше твърде много ресурси, правейки бамбука и топката. Следващият модел започна да прилича на това как изглежда кендама днес: кен и топка. Този модел беше кен парче, нанизано към топката.
Моделът jisugetsu ball кендама е първият модел, произведен от Ekusa (1919 г.), а по-късно е произведен до 300 000 пъти за една година от дървообработващата фабрика Hongo в Hatsukaichi (1921). Джисугецу има подобен дизайн като облицованите кендами за народни занаяти, които са направени от фабрики, които също произвеждат кукли Кокеши от въртящи се стругови машини. Струните както на топката за джисугецу, така и на кендама за народни занаяти бяха поставени върху кен с помощта на хлабав метален фитинг, което правеше струната податлива на отделяне или счупване.
S (Shinma)-Тип кендама е първият конкурсен стил кендама, измислен през 1975 г. от Хидео Шинма, президентът на токийския клуб Кендама. Първият S-тип прототип се появява през 1976 г. и Японската асоциация Kendama (JKA) помоли Shinma да ги направи модел със състезателен стил, базиран на дизайна на S-Type през 1977 г.
Кендама от тип F (Fujiwara) (F16) се появи през 1978 г., изобретен от Issei Fujiwara. F-Type включва нови модификации, непознати за kendamas по това време. F-Type имаше две малки дупки, пробити в средата на всяка страна на sarado, и също така използваше по-здрава струна, която е малко вероятно да се скъса. Двете дупки за струни в сарадо предлагат повече плавност на играта, както и опция за превключване на кендама между лява или дясна ръка.
Костенурката kendama (кендама) от Tortoise, Inc. е възприемчивост на S-тип кендама, след като S-типът е спрян от производство през 1990 г. Костенурките кендами се предлагат в различни модели: Т-8, Т-14, Т-16 и Т-17. Числата, показващи всеки различен модел на костенурката, съответстват на височината на всеки модел в сантиметри. Костенурките kendamas спряха производството през 2012 г. поради липса на достатъчно ресурси.
F16-2, втората версия на F16, беше пусната през 2001 г. Основната промяна в F16-2 от F16 е, че позицията на отвора за струна е изместена леко от центъра на тялото на чашата, което позволява на кендама да се върти и върти по нов течен начин. Това регулиране на дупката за струни все още се използва в различни форми на кендами и до днес.

## Съвременна култура
Кендама нараства популярността си от първоначалната си еволюция в Япония. През 2000-те години на миналия век кендама набира популярност извън Япония, което оказва влияние върху създаването на първите кендама компании в чужди страни.
Що се отнася до европейската кендама сцена, някои компании кендама, които се появиха в края на 2000-те, бяха Kendama Europe през 2008 г. Първият състезателен модел кендама на Kendama Europe излезе през 2011 г. и те работиха за разпространението на кендама в цяла Германия, като присъстваха на панаира на играчките в Нюрнберг-Германия. Друга компания, която се появи в края на 2000-те, беше KROM Kendama от Дания през 2010 г.
Почти всяка компания кендама има екип от спонсорирани играчи, които да помогнат за популяризирането на техните марки. Спонсорираните играчи варират по възраст и местоположение по целия свят.
Общността kendama се свързва чрез социални медийни платформи като Instagram, Youtube, Facebook, TikTok, Twitch и Twitter.

### Роботика
Играта на кендама също се използва като мярка за точност, ловкост и способност за учене в роботизирани ръце.

## Правила
Няма конкретни правила за това как се играе кендама. Всички форми на състезание в кендама обаче се регулират от правила. 4 стила на състезанието по кендама са скоростна стълба, отворена дивизия, свободен стил и Световна купа в Кендама (KWC). Рядко се случва KWC стилът на състезание да се използва като събитие, различно от самия KWC.

### Скоростна стълба
Стълбата на скоростта е стил на състезание е състезание кой може да завърши набор от трикове най-бързо. Играчите ще се състезават чрез ред от трикове, които са им дадени на събитието или преди събитието чрез интернет. Играчите, които завършат най-бързо стълбицата с трикове, печелят. Има дивизии, които се регистрират, за да се състезават въз основа на тяхното ниво на умения (напр.: начинаещи, средно напреднали и напреднали/професионалисти).

### Отворена дивизия
Open Division е формат на състезание 1 срещу 1. Всеки рунд 2-ма играчи се състезават един срещу друг и се редуват да теглят трик на случаен принцип. Всеки изтеглен трик гарантира максимум 3 размяна – колко пъти играчите могат да се връщат напред-назад, опитвайки се да изпълните трика. Първият играч с 3 точки печели.
- Ако един играч завърши трика, а другият играч пропусне, успешният играч печели 1 точка, а другият тегли друг трик.
- Ако и двамата играчи завършат или пропуснат трика, тогава първата размяна приключва и първият играч получава още един опит да завърши трика във 2-ра среща, като рестартира процеса.
  - Ако и двамата играчи завършат или пропуснат трика във всичките 3 двубоя, тогава трикът се отхвърля и вторият играч изтегля нов трик

Бележка: В последния рунд печели първият играч с 5 точки.
Бележка: Означеният шампион на всяко събитие обикновено се отнася до победителя в Open Division.

### Свободен стил
Freestyle е стил на състезание 1 срещу 1. Всеки мач се оценява от комисия от 3 или 5 съдии. Двамата играчи, които се състезават един срещу друг във всеки кръг, ще се редуват, изпълнявайки трикове в периоди от време от 45 секунди по два пъти. През периодите от време и двамата играчи могат да изпълняват всеки трик, който изберат.
Всеки съдия индивидуално решава кой играч печели въз основа на това кой се е справил най-добре в следните 3 категории: креативност, последователност и трудност. Играчът с най-много гласове печели рунда.

### KWC
120 трика са пуснати онлайн и са разделени на групи от по 10 трика всеки 12 пъти, образувайки списък с трикове от ниво 1 – ниво 12. Колкото по-високо ниво е един трик, толкова по-труден е и толкова повече точки струва. KWC е разделен на 2 състезателни дни: Ден 1: Квалификация и Ден 2: Финали. Всеки ден има свои собствени правила.
По време на Ден 1 всички играчи избират 12 трика от нивата 1 – 10 в списъка с трикове. Играчите разделят 12-те трика на два кръга от по 6 трика всеки и всеки играч ще получи 3 минути за всеки рунд, за да изпълни възможно най-много трикове. 25-те играчи с най-висок резултат ще преминат в Ден 2.
Бележка: Броят точки, които струва всеки трик, е еквивалентен на номиналната стойност на нивото на трика. (напр. трикът от ниво 6 струва 6 точки).
По време на Ден 2 играчите се състезават един по един от квалификационния играч с най-нисък резултат до квалификационния играч с най-висок резултат. Всеки играч има 3 минути, за да направи неограничен брой трикове от нива 3 – 12, като всеки трик може да се направи само веднъж. Играчът, който получи най-голям брой точки в своя период от време, печели.
Бележка: Броят точки, които струва всеки трик, е еквивалентен на нивото на този трик на квадрат (напр. трик от ниво 6 струва 36 точки), с изключение на трикове от ниво 11 (на стойност 151 точки) и ниво 12 (на стойност 194). точки).

## Състезания
Състезанията по Кендама се провеждат от 1979 г., като първото състезание е All Japan Kendama-Do Championships, провеждано от Японската асоциация Kendama. Британската асоциация по кендама беше първата група, която проведе официално състезание по кендама извън Япония през 2008 г. на Британската конвенция по жонглиране в Донкастър. Състезанията в Кендама имат различни формати, включително скоростни стълби, свободен стил, директни срещи и стил на световно първенство.
Обикновено на тези събития има продавачи, които продават кендами, дрехи и аксесоари. Състезанията могат да варират от 1 – 3 дни и се предоставят награди за победителите на 1-во, 2-ро и 3-то място във всяка състезателна категория. Сред популярните състезания са Откритото първенство на Северна Америка Кендама и Световното първенство по кендама (KWC).

### Световна купа в Кендама
От 2014 г. Световната купа в Кендама (KWC) е годишно двудневно събитие през лятото, което се провежда в Хацукаичи, Хирошима, Япония и е най-голямото състезание по кендама в света. Само през 2018 г. KWC имаше аудитория от 49 000 членове, които наблюдаваха 415 състезатели от 18 различни страни които се състезават за титлата Световен шампион в Кендама.
В KWC също има изобилие от доставчици, които продават своите стоки и kendamas, kendama игри и изпълнения на живо, разпределени през 2-те дни на събитието. Входът в KWC е безплатен.

#### Победители
- 2014: Bonz Atron (KROM Kendama)
- 2015: Уайът Брей (Кендама, САЩ)
- 2016: Брайсън Лий (Sweets Kendamas)
- 2017: Така Канада (Sweets Kendamas)
- 2018: Ник Галахър (Sweets Kendamas)
- 2019: Руи Сора (Кендама САЩ)
- 2020: Такуя Игараши (Su-Lab, Kendama Israel)
- 2021: Ясу (Кром Кендама)

### Северна Америка Кендама Отвор
По-рано известен като Минесота Кендама Open, Северноамериканския Kendama Open (NAKO) е годишно събитие кендама в Минесота всяка есен от 2013. NAKO се развива по дължина през годините, преминавайки от еднодневно събитие през 2013 – 2014 г., до двудневно събитие през 2015 – 2017 г., до 3-дневно събитие през 2018 – 2019 г. Събитието е домакин в цяла Минесота – през 2013 г. се проведе в Сейнт Пол, в годините 2014 – 2018 се проведе в Мола на Америка в Блумингтън, а през 2019 г. беше домакин в Минеаполис в театър Varsity.
Формите на конкуренция, които НАКО предлага са, както следва:
- Стълба за скорост за начинаещи
- Стълба със средна скорост
- Аматьорска отворена дивизия
- Pro Open Division
- Свободен стил

Всеки стил на състезание е разделен на различни часове за всеки ден от събитието, така че част от всяко състезание е завършена до края на всеки ден. В последния ден се коронясва шампион във всички дивизии.

#### Победители
- 2013: Макс Норкрос (Sweets Kendamas)
- 2014: Лукас Фънк (Sweets Kendamas)
- 2015: Зак Галахър (Sweets Kendamas)
- 2016: Ник Галахър (Sweets Kendamas)
- 2017: Така Канада (Sweets Kendamas)
- 2018: Така Канада (Sweets Kendamas)
- 2019: Хирото „Motty“ Motohashi (Su Lab)
- 2020: Ник Галахър (Sweets Kendamas)
- 2021: Така Канада (Sweets Kendamas)

### Улавяне и движение
Световното първенство по улавяне и движение свободен стил се проведе за първи път през септември 2014 г. в центъра на Токио, Япония. Използвайки нов формат за определяне на най-добрите умения за свободен стил в света, Catch & Flow определи нов начин за изпълнение на свободен стил кендама и за преценка на такъв стил. Играчи от цял свят кандидатстват за участие, като изброяват своите постижения. Горната прибл. 60 играчи са избрани за изпълнение за 90 секунди един по един. Съдиите определят 16 финалисти, които ще се изправят един срещу друг с 2 x 45 секунди за всеки играч в битка 1 на 1 към финала.

## Улавяне и движение –световни победители в свободния стил
- 2014 – Thorkild May / ДАНИЯ / KROM Kendama
- 2015 – Bonz Atron / САЩ / KROM Kendama
- 2016 – Джейк Фишер / САЩ / KROM Kendama
- 2017 – Bonz Atron / САЩ / KROM Kendama
- 2018 – Bonz Atron / САЩ / KROM Kendama
- 2019 – Кайто Накаджима / ЯПОНИЯ / Теория на зърното
- 2020 – Такуя Игараши / ЯПОНИЯ / Su-Lab, Кендама Израел
- 2021 – Ясу / ЯПОНИЯ / КРОМ Кендама

### Битка на границата
Битката на границата е най-дългото годишно състезание по кендама в Съединените щати. Домакин на събитието в момента е базираната в Кентъки кендама компания Sol Kendamas. Събитието се случва през първия уикенд на януари в Тенеси, САЩ.
През юни 2011 г. се проведе първото публично състезание по Кендама (битка) в щата Тенеси. Събитието се състоя в град Нашвил, домакин на блог на кендама, наречен „Kensession Stand“. Събитието беше наречено „Битката в Нешвил Кендама“ и се проведе в 12-та южна кръчма. През следващите години група от играчи на кендама, наречена The Kendama Squad (Чад Ковингтън, Никълъс Белами и Джон Рос Рудолф) – заедно с Kensession Stand (Тайлър Маршал) – бяха домакини на годишни битки в kendama в Кларксвил, Тенеси. Докато състезанието продължаваше да се провежда ежегодно, името „Битка на границата“ не беше въведено до състезанието през 2014 г. През 2015 г. Сол Кендамас започна официално да координира събитието. През 2015 г. състезанието достигна най-голяма посещаемост (приблизително 150 души). Битката на границата (2015 – 2016) се проведе в Нашвил, Тенеси през първия уикенд на януари в Роктаун. Битката на границата (2017 – 2018) се проведе в първия уикенд на януари в The Foundry в Нашвил, Тенеси. Battle at the Border се завърна в Rocketown и оттогава продължава да бъде домакин там.
Битка на границата Open Winners
- 2012 – Кристиан Фрейзър / САЩ / Sweets Kendamas
- 2013 – Уилям Пениман / САЩ / Sweets Kendamas
- 2014 – Джейк Фишер / САЩ / Кром Кендама
- 2015 – Уилям Пениман / САЩ / Sweets Kendamas
- 2016 – Кевин ДеСото / САЩ / Сол Кендамас
- 2017 – Лиъм Раутър / САЩ / Сол Кендамас
- 2018 – Bonz Atron / САЩ / Krom Kendama
- 2019 – Лиъм Раутър / САЩ / Сол Кендамас
- 2020 – Алекс Мичъл / САЩ / Сол Кендамас
- 2021 – Лиъм Раутър / САЩ / Сол кендамас

### Дама Фест
Dama Fest е оригиналното и първото мащабно състезание Kendama в Северна Америка, организирано от Kendama USA. Първият Dama Fest беше през 2011 г., а вторият беше през 2013 г. Играчите на Kendama пътуваха от цяла Северна Америка, Европа и Япония. Играчите се състезаваха в единичен елиминационен формат със скоби.